# Abalak
Abalak – miasto w południowo-zachodnim Nigrze, w regionie Tahoua, w departamencie Abalak, którego jest stolicą. Według danych szacunkowych na rok 2013 liczy 19 071 mieszkańców.